# Иссуфу, Янис
Яни́с Али́ Иссуфу́ (фр. Yanis Ali Issoufou; родился 28 октября 2006) — французский футболист, нападающий клуба «Монпелье».

## Клубная карьера
Уроженец Нима, Янис выступал за академию клуба «Ним», а летом 2022 года присоединился к футбольной академии клуба «Монпелье».
22 октября 2023 года дебютировал в основном составе «Монпелье» в матче Лиги 1 против «Нанта».

## Карьера в сборной
Выступал за сборные Франции до 17 и до 18 лет. В 2023 году сыграл на юношеском чемпионате Европы в Венгрии и помог своей команде дойти до финала, где французы проиграли сборной Германии. На турнире забил два гола: 17 мая против Шотландии и 30 мая против Испании.